# یخدان سنگان
یخدان سنگان مربوط به دوره صفوی - دوره قاجار است و در سنگان، ابتدای ورودی شهر واقع شده و این اثر در تاریخ ۲۲ مرداد ۱۳۸۴ با شمارهٔ ثبت ۱۳۲۱۳ به‌عنوان یکی از آثار ملی ایران به ثبت رسیده است.